# 한문희 (1963년)
한문희(韓文熙, 1963년 11월 26일 ~ )는 대한민국의 공무원이며, 부산교통공사 사장, 제11대 한국철도공사 사장을 지냈다.

## 학력
- 철도고등학교 졸업
- 건국대학교 정치외교학과 학사

## 경력
- 1993년 : 제37회 행정고시 합격
- 서울지방철도청 역무원
- 총무처 사무관
- 공보처 사무관
- 대한민국 철도청 행정사무관
- 2005년 11월 : 한국철도공사 경영혁신실 실장
- 2006년 7월 : 한국철도공사 인사노무실 실장
- 2010년 6월 : 한국철도공사 기획조정실 실장
- 2013년 10월 : 한국철도공사 서울본부 본부장
- 2014년 4월 : 한국철도공사 경영지원본부 본부장
- 2018년 5월 : 의왕ICD 대표이사
- 2021년 11월 : 부산교통공사 사장
- 2023년 7월 ~ 현재 : 한국철도공사 사장